# Maximilian Mechler
Maximilian Mechler (Isny im Allgäu, 3 gennaio 1984) è un ex saltatore con gli sci tedesco.

## Biografia
In Coppa del Mondo esordì il 1º gennaio 2000 a Garmisch-Partenkirchen (48°), ottenne il primo podio il 6 dicembre 2003 a Trondheim (3°) e l'unica vittoria l'8 gennaio 2005 a Willingen.
In carriera prese parte a due edizioni dei Mondiali di volo, vincendo una medaglia.

## Palmarès

### Mondiali di volo
- 1 medaglia:
  - 1 argento (gara a squadre a Vikersund 2012)

### Mondiali juniores
- 1 medaglia:
  - 1 bronzo (gara a squadre a Karpacz/Szklarska Poręba 2001)

### Coppa del Mondo
- Miglior piazzamento in classifica generale: 27º nel 2004 e nel 2012
- 5 podi (1 individuale, 4 a squadre):
  - 1 vittoria (a squadre)
  - 1 secondo posto (a squadre)
  - 3 terzi posti (1 individuale, 2 a squadre)

#### Coppa del Mondo - vittorie
| Data           | Località  | Nazione  | Trampolino                                                           |
| -------------- | --------- | -------- | -------------------------------------------------------------------- |
| 8 gennaio 2005 | Willingen | Germania | Mühlenkopf HS145 (con Georg Späth, Michael Uhrmann e Alexander Herr) |